# جون ليند يوهانسن
جون ليند يوهانسن هو سياسي نرويجي، ولد في 29 سبتمبر 1852 في إيبستاد في النرويج، وتوفي في 31 يناير 1940 في غراتانغن في النرويج. نشط حزبياً في حزب العمال. وقد انتخب عضو برلمان النرويج ‏ عن دائرة  خلال فترته النيابية ‏ (1906 – 1909) وانتخب عضو برلمان النرويج ‏ عن دائرة  خلال فترته النيابية ‏ (1903 – 1906).